# 11111 Repunit
11111 Repunit este un asteroid din centura principală de asteroizi.

## Descriere
11111 Repunit este un asteroid din centura principală de asteroizi. A fost descoperit pe 16 noiembrie 1995 la Ōizumi de Takao Kobayashi. El prezintă o orbită caracterizată de o semiaxă mare de 2,94 ua, o excentricitate de 0,10 și o înclinație de 3,4° în raport cu ecliptica.
Este numit Repunit deoarece 11111 este un număr repunit.